# NGC 5567
NGC 5567 is een spiraalvormig sterrenstelsel in het sterrenbeeld Ossenhoeder. Het hemelobject werd op 3 april 1831 ontdekt door de Britse astronoom John Herschel.

## Synoniemen
- MCG 6-31-96
- ZWG 191.75
- NPM1G +35.0306
- PGC 51161